# Trevor Ferrell
Trevor Ferrell (n. 1972) es un defensor de las personas sin hogar. Trevor comenzó la campaña para Personas sin Hogar en 1983, cuando tenía 11 años de edad. El 8 de diciembre de 1983, contemplaba un programa de noticias en la que mostraban a gente de la calle. Esto le llevó a pedir a sus padres, Frank y Janet Ferrell, cómo podía ayudar.
Se dirigieron con su hijo a Filadelfia por la noche para dar ropa a un hombre sin hogar que estaba durmiendo en la acera de enfrente de la Liga de la Unión en el centro de la ciudad. 
Más tarde se estableció un refugio llamado "Place of Trevor" con la ayuda de sus padres. Un libro titulado Place Trevor fue escrito por su padre y publicado en 1985. Fue honrado por sus esfuerzos por el presidente Ronald Reagan en 1986. Una película para televisión titulada Christmas on Division Street salió al aire en 1991 con Fred Savage como Trevor. Cuando tenía 18 años, él y su familia salieron de la Campaña de Trevor. Actualmente dirige una tienda de segunda mano en Lancaster Avenue.